# Tobias Gulder
Tobias A. M. Gulder (* 1978) ist ein deutscher Chemiker. Seit 2023 ist er Professor für Naturstoff-Biotechnologie an der Universität des Saarlandes, zuvor hatte er seit 2019 die Professur für Technische Biochemie an der Technischen Universität Dresden inne.

## Leben
Tobias Gulder studierte Chemie an der Universität Würzburg von 1998 bis 2004 und promovierte dort in der Arbeitsgruppe von Gerhard Bringmann im Jahre 2008. Für einen anschließenden Postdoc-Aufenthalt wechselte er in die Gruppe um Bradley Moore am Scripps Institution of Oceanography in La Jolla, wo er sich unter anderem mit der (Bio-)Synthese mariner Naturstoffe befasste. Nach seiner Rückkehr wurde er Gruppenleiter am Kekulé-Institut für organische Chemie und Biochemie der Universität Bonn. 2014 wurde er Tenure-Track-Professor für Biosystemchemie an der Technischen Universität München, bevor er 2019 einem Ruf an die Technische Universität Dresden folgte. Seit Ende 2023 hat er eine Professur für Naturstoff-Biotechnologie an der Universität des Saarlandes inne.

## Forschungsgebiete
Tobias Gulder befasst sich mit allen Aspekten mikrobieller Naturstoffe. Dies umfasst die Entdeckung neuer Substanzen mittels bioinformatischer und biosynthetischer Techniken, die Aufklärung von Biosynthesewegen und die Anwendung von Enzymen als Katalysatoren zum Aufbau komplexer Moleküle. In seiner Laufbahn hat er (Stand 02/2023) an knapp 90 Publikationen sowie vier Patenten mitgearbeitet.

## Auszeichnungen und Aktivitäten (Auswahl)
- 2008: Auszeichnung für eine hervorragende Dissertation; Fakultät für Chemie und Pharmazie der Universität Würzburg[1]
- 2008–2010: Postdoc-Stipendium des Deutschen Akademischen Austauschdienstes (DAAD)
- 2011: Liebig-Stipendium des Fonds der Chemischen Industrie
- 2011: Emmy-Noether-Stipendium der Deutschen Forschungsgemeinschaft
- 2017: Arnold-Sommerfeld-Preis[5]
- ab 2017: Editorial Board Member von Natural Product Reports; ab 2018 Editorial Board Chair[6]
- 2023: Ernennung zum Henriette-Herz-Scout der Alexander von Humboldt-Stiftung[7]